# Konstancja Czartoryska
Konstancja Czartoryska, född 1700, död 1759, var en polsk adelskvinna, mor till kung Stanisław II August Poniatowski. 
Hon var dotter till Kazimierz Czartoryski och Izabela Elżbieta Morsztyn och gift med Stanisław Poniatowski. Hon spelade en ledande roll som medlem av Familiapartiet, det politiska parti grundat på alliansen mellan familjern Czartoryski med allierade familjer. 